# That's the Spirit
That's the Spirit è il quinto album in studio del gruppo musicale britannico Bring Me the Horizon, pubblicato l'11 settembre 2015 dalla Columbia Records.
Si tratta del loro album di maggior successo commerciale, e segna il definitivo distacco del gruppo dal metalcore in favore di sonorità più vicine alla musica pop, senza però abbandonare le sonorità nu metal del precedente album Sempiternal.

## Descrizione
That's the Spirit affronta diverse tematiche anche già affrontate dal gruppo, come la depressione, la solitudine, l'amore e i conflitti personali. Il cantante Oliver Sykes ha infatti dichiarato che il disco è un concept album su questi temi. Per quanto riguarda il genere musicale molti critici hanno evidenziato i cambiamenti radicali del gruppo, per lo più elogiando la svolta messa in atto. Sykes ha affermato che il gruppo ha preso ispirazione da altre band di musica alternativa come i Jane's Addiction, i Panic! at the Disco, i Muse e i Radiohead. Persistono inoltre diverse influenze arena rock/hard rock tipiche dello stile dei Thirty Seconds to Mars.

## Promozione
Il gruppo iniziò a diffondere il logo del nuovo disco dalla fine di giugno per poi confermare il titolo dell'album poco dopo attraverso un video. Oliver Sykes e il tastierista del gruppo Jordan Fish affermarono che sarebbero stati loro i produttori di That's the Spirit, dal momento che la presenza di altri era superflua. Il 12 luglio venne pubblicata la canzone Happy Song, e successivamente il video per Throne il 23 dello stesso mese.

## Tracce
Testi di Oliver Sykes, musiche dei Bring Me the Horizon.
1. Doomed – 4:34
2. Happy Song – 3:59
3. Throne – 3:11
4. True Friends – 3:52
5. Follow You – 3:51
6. What You Need – 4:11
7. Avalanche – 4:22
8. Run – 3:42
9. Drown (New) – 3:42
10. Blasphemy – 4:35
11. Oh No – 5:00

## Formazione
Bring Me the Horizon
- Oliver Sykes – voce
- Lee Malia − chitarra
- Jordan Fish − tastiera, sintetizzatore, programmazione, cori
- Matt Kean − basso
- Matthew Nicholls − batteria

Altri musicisti
- Will Harvey − violino (eccetto tracce 6, 8 e 9)
- Maddie Cutter − violoncello (eccetto tracce 6, 8 e 9)
- Emma Fish − cori (traccia 2)

Produzione
- Jordan Fish − produzione, ingegneria del suono aggiuntiva
- Oliver Sykes − produzione
- Al Groves – ingegneria del suono
- Sam Winfield – ingegneria del suono aggiuntiva
- Nikos Goudinakis – assistenza all'ingegneria del suono
- Dan Lancaster – missaggio
- Ted Jensen – mastering

## Classifiche

### Classifiche settimanali
| Classifica (2015)          | Posizione massima |
| -------------------------- | ----------------- |
| Australia                  | 1                 |
| Austria                    | 8                 |
| Belgio (Fiandre)           | 5                 |
| Belgio (Vallonia)          | 21                |
| Canada                     | 1                 |
| Danimarca                  | 31                |
| Finlandia                  | 9                 |
| Francia                    | 30                |
| Germania                   | 6                 |
| Irlanda                    | 4                 |
| Italia                     | 17                |
| Nuova Zelanda              | 2                 |
| Norvegia                   | 8                 |
| Paesi Bassi                | 5                 |
| Polonia                    | 9                 |
| Portogallo                 | 18                |
| Regno Unito                | 2                 |
| Regno Unito (download)     | 1                 |
| Regno Unito (rock & metal) | 1                 |
| Spagna                     | 10                |
| Stati Uniti                | 2                 |
| Stati Uniti (digital)      | 1                 |
| Stati Uniti (alternative)  | 1                 |
| Stati Uniti (hard rock)    | 1                 |
| Stati Uniti (rock)         | 1                 |
| Svezia                     | 3                 |
| Svizzera                   | 8                 |

### Classifiche di fine anno
| Classifica (2015)       | Posizione |
| ----------------------- | --------- |
| Australia               | 37        |
| Regno Unito             | 60        |
| Stati Uniti (hard rock) | 15        |
| Stati Uniti (rock)      | 46        |